# Castle (serial telewizyjny)
Castle – amerykański serial kryminalny stacji ABC; premierę miał 9 marca 2009. Twórcą serialu jest amerykański scenarzysta Andrew W. Marlowe. Polska premiera serialu odbyła się 9 listopada 2009 na kanale Universal Channel.

## Emisja
W lutym 2010 premierę miał drugi sezon; jego emisję Universal Channel zakończył w czerwcu tego samego roku. W USA premiera trzeciego sezonu odbyła się 20 września 2010 roku, w Polsce zaś 28 lutego 2011, w międzyczasie również TVP2 rozpoczęła emisję serialu, którą przerwano wraz z zakończeniem trzeciego sezonu. W dniu 10 stycznia 2011 roku stacja ABC ogłosiła, że losy bohaterów serialu „Castle” będą kontynuowane w sezonie czwartym. Jesienią 2012 roku rozpoczęto emisję sezonu piątego. 10 maja 2013 stacja ABC przedłużyła serial o sezon szósty, 8 maja 2014 ogłosiła zamówienie siódmego sezonu, a 7 maja 2015 zamówienie ósmego sezonu. 13 maja 2016 stacja ABC ogłosiła zakończenie produkcji serialu po ósmym sezonie. Od 3 lutego 2020 serial, od pierwszego sezonu, emitowany jest na antenie TV Puls.

## Fabuła
Głównym bohaterem serialu jest Richard Castle, znany autor powieści kryminalnych, poproszony przez nowojorską policję o pomoc w schwytaniu mordercy naśladującego zabójstwa przedstawione w jego książkach. Śledztwo prowadzi detektyw Kate Beckett – autor dzieli się z nią licznymi trafnymi spostrzeżeniami, dzięki którym sprawa zostaje rozwiązana, a morderca aresztowany. Castle, który przed współpracą z detektyw Beckett cierpiał na brak weny twórczej i nawet „uśmiercił” głównego bohatera swoich książek Derricka Storma (tłumacząc to znużeniem i brakiem przyjemności z pisania kolejnych części cyklu), ponownie zaczyna pisać, a na osobie pani detektyw wzoruje postać bohaterki swoich nowych powieści, której nadaje nazwisko Nikki Heat. Dzięki znajomości z burmistrzem miasta autor uzyskuje zgodę na czynny udział w śledztwach prowadzonych przez Kate Beckett jako cywilny konsultant. Z czasem zyskuje sympatię i autorytet w policyjnym zespole śledczym i staje się jego częścią.

## Obsada
- Nathan Fillion jako Richard Castle (wszystkie 173 odcinki)[6]
- Molly Caitlyn Quinn jako Alexis Castle (173 odcinki)
- Stana Katic jako Kate Beckett (173 odcinki)
- Seamus Dever jako Kevin Ryan (173 odcinki)
- Susan Sullivan jako Martha Rodgers (173 odcinki)
- Jon Huertas jako Javier Esposito (173 odcinki)
- Ruben Santiago-Hudson jako kpt. Roy Montgomery (61 odcinków)
- Tamala Jones jako Lanie Parish (173 odcinki)
- Penny Johnson Jerald jako kpt. Victoria Gates (93 odcinki)
- Maya Stojan jako Tory Ellis (26 odcinków)
- Toks Olagundoye jako Hayley Shipton (22 odcinki)
- Arye Gross jako M.E.Sidney Perlmutter (17 odcinków)
- L.T. Tolliver jako umundurowany oficer nowojorskiej policji NYPD (10 odcinków)
- Sunkrish Bala jako Vikram Singh (9 odcinków)
- Scott Paulin jako Jim Beckett (9 odcinków)
- Juliana Dever jako Jenny Ryan (8 odcinków)
- Jack Coleman jako William Bracken (6 odcinków)
- Kristoffer Polaha jako Caleb Brown (4 odcinki)
- Michael Connelly jako on sam (4 odcinki)
- Lisa Edelstein jako Rachel McCord (3 odcinki)
- Stephen J. Cannell jako on sam (3 odcinki)
- Lee Tergesen jako Marcus Gates (2 odcinki)
- James Patterson jako on sam (2 odcinki)
- Dennis Lehane jako on sam (1 odcinek)

## Postacie
- Richard Edgar „Rick” Castle (Nathan Fillion) – jest jednym z najlepiej sprzedających się autorów kryminałów. Urodził się jako Richard Alexander Rodgers, zmienił nazwisko na Castle, a drugie imię Edgar przyjął na cześć Edgara Allana Poe. Cierpiał na blokadę twórczą po zabiciu głównego bohatera swoich książek, odnajduje się, kiedy angażuje się w śledztwo w sprawie zabójcy-naśladowcy prowadzone przez detektyw Beckett i jej zespół. W Kate Beckett odkrywa nowe źródło inspiracji i wkrótce zaczyna za nią podążać jak cień podczas prowadzonych przez nią spraw, co daje mu możliwość badania i korzystania z własnej wiedzy i spostrzegawczości, które pomagają w rozwiązaniu spraw kolejnych morderstw.
- Detektyw Kate Beckett (Stana Katic)  – detektyw Beckett jest cenioną oficer śledczą wydziału zabójstw nowojorskiej policji. Dzięki rozwiązywaniu wielu spraw zyskała doskonałą opinię wśród policjantów. Motywem jej wstąpienia do policji było tajemnicza i wciąż nierozwiązana sprawa zabójstwa jej matki, którą ona i jej ojciec bardzo ciężko przeżyli. Początkowo nie jest zachwycona tym, że Castle z nią pracuje, uważając go za bogatego, zarozumiałego playboya, jednak z biegiem czasu przyzwyczaja się do jego żartobliwego stylu bycia i docenia jego wkład w rozwiązanie spraw kolejnych zabójstw.
- Detektyw Javier Esposito (Jon Huertas) – Esposito pracuje w wydziale zabójstw jako członek zespołu Kate Beckett. Bawią go sytuacje kiedy Castle swoim zachowaniem i wypowiedziami wyraźnie irytuje panią detektyw. Partnerem Esposito jest detektyw Kevin Ryan.
- Detektyw Kevin Ryan (Seamus Dever) − Ryan również należy do zespołu Beckett. Wspólnie z Esposito tworzą podstawę grupy dochodzeniowej detektyw Beckett.
- Dr Lanie Parish (Tamala Jones) – Dr Parish jest lekarzem patologiem, z którym współpracuje zespół Beckett. Jest przyjaciółką pani detektyw, jedną z niewielu osób, z którymi Beckett z łatwością i bez zastrzeżeń może rozmawiać. Lanie często podczas rozmów z Kate wygłasza komentarze na temat relacji między nią  a Castle’m, i namawia ją do podjęcia kroków zmierzających do pogłębienia tych relacji.
- Kapitan Roy Montgomery (Ruben Santiago-Hudson) – Montgomery dowodzi wydziałem zabójstw i jest bezpośrednim przełożonym detektyw Beckett. Kapitan docenia jej determinację i pracowitość, aby upewnić się, że wszystko przebiega bezproblemowo z boku obserwuje prowadzone śledztwa. Z rozbawieniem przygląda się jak swoim zachowaniem i stylem życia Castle denerwuje Beckett, jednocześnie docenia skuteczność duetu, jaki razem tworzą podczas prowadzenia śledztw.
- Alexis Castle (Molly C. Quinn) − Alexis jest nastoletnią córką Castle’a. Często jest postrzegana jako bardziej dojrzała i odpowiedzialna niż ojciec. Jest wzorową uczennicą. Castle czasami prosi ją o opinię na temat motywu zabójcy przy popełnieniu zbrodni.
- Martha Rodgers (Susan Sullivan) – Martha jest matką Castle’a i mieszka razem z synem i Alexis. Z zawodu jest aktorką teatru Off-Broadwayu, której kariera z biegiem lat przygasła. Mieszka z Castle'm częściowo dlatego, że jej były mąż uciekł ze wszystkimi oszczędnościami.
- Victoria Gates (Penny Johnson Jerald) – następczyni kapitana Roya Montgomery’ego (dołączyła do obsady od czwartego sezonu). Znana jako „Żelazna Gates”, wcześniej pracowała w wydziale wewnętrznym, jest mniej przychylna współpracy Beckett z Castle'm niż jej poprzednik.

## Odcinki
| Sezon | Sezon | Odcinki | Oryginalna emisja ABC | Oryginalna emisja ABC | Oryginalna emisja Universal Channel | Oryginalna emisja Universal Channel | Oryginalna emisja Universal Channel |
| Sezon | Sezon | Odcinki | Premiera sezonu       | Finał sezonu          | Premiera sezonu                     | Finał sezonu                        |                                     |
| ----- | ----- | ------- | --------------------- | --------------------- | ----------------------------------- | ----------------------------------- | ----------------------------------- |
|       | 1     | 10      | 9 marca 2009          | 11 maja 2009          | 9 listopada 2009                    | 11 stycznia 2010                    |                                     |
|       | 2     | 24      | 21 września 2009      | 17 maja 2010          | 1 lutego 2010                       | 21 czerwca 2010                     |                                     |
|       | 3     | 24      | 20 września 2010      | 16 maja 2011          | 28 lutego 2011                      | 11 lipca 2011                       |                                     |
|       | 4     | 23      | 19 września 2011      | 7 maja 2012           | 6 lutego 2012                       | 2 lipca 2012                        |                                     |
|       | 5     | 24      | 24 września 2012      | 13 maja 2013          | 4 lutego 2013                       | 15 lipca 2013                       |                                     |
|       | 6     | 23      | 23 września 2013      | 12 maja 2014          | 17 lutego 2014                      | 28 lipca 2014                       |                                     |
|       | 7     | 23      | 29 września 2014      | 11 maja 2015          | 21 października 2014                | 2 czerwca 2015                      |                                     |
|       | 8     | 22      | 21 września 2015      | 16 maja 2016          | 19 października 2015                | 9 czerwca 2016                      |                                     |

## Nagrody i nominacje
| Rok  | Nagroda                      | Kategoria                                                                                           | Rezultat  |
| ---- | ---------------------------- | --------------------------------------------------------------------------------------------------- | --------- |
| 2009 | Nagroda Emmy                 | Najlepsza kompozycja muzyczna w serialu (odcinek „Flowers For Your Grave”)                          | Nominacja |
| 2009 | Nagroda Satelita             | Najlepszy aktor w serialu dramatycznym (Nathan Fillion)                                             | Nominacja |
| 2009 | Nagroda Satelita             | Najlepsza aktorka w serialu dramatycznym (Stana Katic)                                              | Nominacja |
| 2010 | Nagroda Emmy                 | Najlepsza stylizacja fryzur w odcinku serialowym (odcinek „Vampire Weekend”)                        | Nominacja |
| 2010 | Nagroda Emmy                 | Najlepsza charakteryzacja w odcinku serialowym (odcinek „Vampire Weekend”)                          | Nominacja |
| 2010 | Nagroda Emmy                 | Najlepsza charakteryzacja protetyczna w serialu, miniserialu lub filmie (odcinek „Vampire Weekend”) | Nominacja |
| 2010 | Golden Reel Award            | Najlepszy montaż dźwięku – Krótka telewizyjna forma muzyczna (odcinek „Famous Last Words”)          | Nominacja |
| 2010 | Golden Reel Award            | Najlepszy montaż dźwięku – odcinek telewizyjny (Amber Funk - montażysta dźwiękowy)                  | Nominacja |
| 2010 | Shorty Awards                | Rozrywka (Castle)                                                                                   | Nominacja |
| 2010 | Shorty Awards                | Rozrywka (Richard Castle)                                                                           | Nominacja |
| 2010 | Shorty Awards                | Gwiazda (Nathan Fillion)                                                                            | Wygrana   |
| 2011 | TV Guide Nagroda Czytelników | Ulubiona para (Nathan Fillion i Stana Katic)                                                        | Wygrana   |
| 2011 | TV Guide Nagroda Czytelników | Ulubiony serial dramatyczny (Castle)                                                                | Wygrana   |
| 2011 | Shorty Awards                | Najlepszy aktor (Nathan Fillion)                                                                    | Nominacja |
| 2011 | Shorty Awards                | Pisarz (Richard Castle)                                                                             | Nominacja |
| 2011 | Shorty Awards                | Najlepsza aktorka (Stana Katic)                                                                     | Wygrana   |
| 2012 | People’s Choice Award        | Ulubiony serial kryminalny (Castle)                                                                 | Wygrana   |
| 2012 | People’s Choice Award        | Ulubiony aktor dramatyczny (Nathan Fillion)                                                         | Wygrana   |
| 2012 | PRISM Award                  | Występ w odcinku dramatycznym (Stana Katic i Jon Huertas)                                           | Wygrana   |
| 2012 | PRISM Award                  | Odcinek serialu dramatycznego – Zdrowie psychiczne (odcinek „Kill Shot”)                            | Wygrana   |
| 2012 | TV Guide Nagroda Czytelników | Ulubiona para (Nathan Fillion i Stana Katic)                                                        | Wygrana   |
| 2012 | Shorty Awards                | Serial telewizyjny (Castle)                                                                         | Nominacja |
| 2012 | Shorty Awards                | Najlepsza aktorka (Stana Katic)                                                                     | Nominacja |
| 2012 | Shorty Awards                | Najlepszy aktor (Nathan Fillion)                                                                    | Wygrana   |
| 2012 | Shorty Awards                | Kostiumy (Luke Reichle)                                                                             | Wygrana   |
| 2012 | ALMA Award                   | Ulubiony aktor w serialu dramatycznym (Jon Huertas)                                                 | Wygrana   |
| 2013 | People’s Choice Award        | Ulubiony serial kryminalny (Castle)                                                                 | Wygrana   |
| 2013 | People’s Choice Award        | Ulubiony aktor dramatyczny (Nathan Fillion)                                                         | Wygrana   |
| 2013 | People’s Choice Award        | Ulubiona aktorka dramatyczna (Stana Katic)                                                          | Nominacja |
| 2013 | Golden Reel Award            | Najlepszy montaż dźwięku – Krótka telewizyjna forma muzyczna (odcinek „The Blue Butterfly”)         | Nominacja |
| 2013 | TV Guide Nagroda Czytelników | Ulubiona para (Nathan Fillion i Stana Katic)                                                        | Wygrana   |
| 2013 | Imagen Awards                | Najlepszy program telewizyjny (Castle)                                                              | Wygrana   |
| 2013 | Imagen Awards                | Najlepszy aktor (Jon Huertas)                                                                       | Wygrana   |
| 2014 | People’s Choice Award        | Ulubiony serial kryminalny (Castle)                                                                 | Wygrana   |
| 2014 | People’s Choice Award        | Ulubiona aktorka dramatyczna (Stana Katic)                                                          | Wygrana   |
| 2014 | People’s Choice Award        | Ulubiony duet (Kevin Ryan i Javier Esposito)                                                        | Nominacja |
| 2014 | People’s Choice Award        | Ulubiona chemia na ekranie (Richard Castle and Kate Beckett)                                        | Nominacja |